# Alsóberecki
Alsóberecki ist eine ungarische Gemeinde im Kreis Sátoraljaújhely im Komitat Borsod-Abaúj-Zemplén.

## Geografische Lage
Alsóberecki liegt in Nordungarn, 72 Kilometer nordöstlich des Komitatssitzes Miskolc und 6 Kilometer südöstlich der Kreisstadt Sátoraljaújhely an einem toten Arm des Flusses Bodrog. Nachbargemeinden sind Felsőberecki, Karos, Bodroghalom
und Vajdácska.

## Geschichte
Im Jahr 1913 gab es in der damaligen Kleingemeinde 92 Häuser und 682 Einwohner auf einer Fläche von 1601 Katastraljochen. Sie gehörte zu dieser Zeit zum Bezirk Sátoraljaújhely im Komitat Zemplén.

## Gemeindepartnerschaft
- Viničky, Slowakei

## Sehenswürdigkeiten
- Reformierte Kirche, 1785–1786 erbaut, 1875 erhielt die Kirche einen Turm aus Holz, der 1956 durch einen aus Stein ersetzt wurde
- Römisch-katholische Kirche Magyarok Nagyasszonya

## Verkehr
Am westlichen Ortsrand verläuft die Hauptstraße Nr. 381 und eine Nebenstraße führt nach Felsőberecki. Es bestehen Busverbindungen nach Sátoraljaújhely, über Bodroghalom nach Tiszakarád sowie über Pácin nach Ricse, Semjén und Cigánd. Der nächstgelegene Bahnhof befindet sich in Sátoraljaújhely.